# Iván Enderica
Iván Enderica Ochoa (Cuenca, 28 de outubro de 1991) é um maratonista aquático equatoriano.

## Carreira

### Rio 2016
Enderica competiu nos 10 km masculino nos Jogos Olímpicos de Verão de 2016 ficando na décima sexta colocação.